# Heinz-Jürgen Gottschalk
Heinz-Jürgen „Gotte“ Gottschalk (* 16. Mai 1948 in Erfurt) ist ein deutscher Rockmusiker. Als Sänger, Gitarrist und Komponist schrieb er DDR-Rock-Geschichte.

## Musikalische Entwicklung
Gottschalk, dem ursprünglich eine sportliche Laufbahn als Turner vorgezeichnet war, sammelte im Kindesalter erste Bühnenerfahrungen als jodelnder Volksmusik-Jung-Star. Angesteckt von der Beatbewegung, gründete er 1964 gemeinsam mit Jürgen Kerth, mit dem er die Kinder- und Jugendsportschule (KJS) in Erfurt besucht hatte, die Amateurband Spotlights. Die Band war eine der bekanntesten Beatbands im Thüringer Raum. Ihr gehörten außerdem Siegfried Hörger und Roland Michi (†) an. Nachdem die DDR-Führung ihre Haltung zur Beatmusik grundlegend änderte, musste sich die Band in Rampenlichter umbenennen und wurde schließlich 1966 von den örtlichen Kulturfunktionären verboten. Daraufhin schloss er sich 1967 der Band Titanus an und gründete ein Jahr später die Nautiks. Zur Band gehörten: H.-J. Gottschalk (Gitarre, Gesang), Bernd Schulze (Tenorsaxophon, Flöte), Jochen Kloß (Schlagzeug), Alexander Jereczinski (Orgel, Piano) und Egon Böhm (Bassgitarre). Angelehnt an die musikalischen Vorbilder der Bands Cream, Ten Years After und Blind Faith entstanden die ersten eigenen Titel Wir gehen am Meer und Lichter in deinen Augen. 1972 wurde Gottschalk zum anderthalbjährigen Grundwehrdienst in der Nationalen Volksarmee eingezogen. Er diente in Drögeheide (Torgelow) im Transportbataillon 9 (TB9) im Mot.-Schützenregiment 9 „Rudolf Renner“ der 9. Panzerdivision. In dieser Zeit spielte er in der Soldaten-Band TBA-Combo. Das DDR-Label Amiga veröffentlichte den Titel der Band Du bist eine Blume auf dem Sampler Hallo 3.
Nach Beendigung der Armeezeit formierte Gottschalk 1970 die Nautiks neu. Mit Gottschalk und Jereczinski spielten in dieser Formation Werner Zentgraf (Gitarre, Gesang), Volkmar Jaschke (Bassgitarre, Gesang) und „Siggi“ Hörger (Schlagzeug). Weitere Eigenkompositionen waren entstanden und die Band hatte zunehmend an Popularität gewonnen, als sie mit dem Vorwurf der illegalen Einfuhr von „West-Equipment“ von den örtlichen Behörden verboten und Gottschalk mit einer hohen Geldstrafe belangt wurde. Als Konsequenz aus den Ereignissen ging er 1973 nach Ost-Berlin und schloss sich als Sänger der Horst Krüger Band an. Zu dieser Zeit begann er auch sein Musikstudium bei Hanns-Herbert Schulz an der Hochschule für Musik Franz Liszt, Weimar. Besonders erfolgreich wurden der von Gottschalk komponierte Titel Rosenpflücken und sein Gesangspart bei den Titeln Passion und Die Tagesreise, das als DDR-Rockklassiker gilt. Mitte des Jahres 1976 löste Horst Krüger die Band auf, um fortan ausschließlich als Komponist zu arbeiten. Gottschalk gründete daraufhin mit Petko Datschew, Axel Donner, Michael Behm, Hans-Joachim Schweda und Wolfram Kobischke die Band Neue Generation. Ende 1978 kam es innerhalb der Band zu Meinungsverschiedenheiten über die weitere musikalische Ausrichtung und schließlich zu deren Auflösung.
Gottschalk startete daraufhin eine erfolgreiche Solokarriere. Gastspielreisen führten ihn in das sozialistische Ausland, nach Paris und nach Luxemburg. 1984 erschien bei Amiga seine erste Langspielplatte mit aktuellen und früheren Kompositionen. Ein Jahr später nutzte er einen Auftritt in West-Berlin zur Flucht aus der DDR. Gottschalk lebte in München und startete in der Bundesrepublik Deutschland eine neue Solokarriere. Nach anfänglichen Schwierigkeiten erhielt er einen Plattenvertrag bei Polydor, arbeitete als Studio-Sänger und schrieb Songs für Gaby Albrecht und das Duo Thomasius. Nach einer schweren Erkrankung und anschließender Genesungspause, Mitte der 1990er Jahre, entschloss er sich, wie viele seiner ehemaligen Musiker-Kollegen aus der DDR zurück nach Ostdeutschland zu gehen, wo er seitdem als Solist, mit Werner Zentgraf und mit der Band Vital auftritt. In den 1990er Jahren veröffentlichte Gottschalk bei Polydor und Ariola auch unter den Pseudonym Axel Vagris.
In Zusammenarbeit mit der Sängerin Gerti Möller entstand Anfang 2011 das Musikprojekt GENERATION plus. Am 1. April 2011 veröffentlichen sie den Titel Sie brauchen Deine Hilfe (in Haiti).

## Diskografie

### Alben
- 1984 Wenn ich auf dem Rücken lieg (Amiga)
- 1989 Gotte Gottschalk (Polydor)
- 2010 Blue Room – Spacemusic
- 2010 Vocal Total
- 2010 V
- 2013 Wenn ich auf dem Rücken lieg – Die Hits
- 2014 That’s Life

### Singles
- 1981 Wenn ich auf dem Rücken lieg / Danny (Amiga)
- 1981 Der Angler (Amiga)
- 1981 Boat On a River / Traum vom Baum (Amiga)
- 2011 Sie brauchen Deine Hilfe (in Haiti) (Dos Santos Entertainment)

### Sampler
- 1981 Traum vom Baum auf Schlagersterne 1/1981 (Amiga)
- 1996 Noahs Taube auf Beatkiste 1 (Barbarossa)
- 1996 Wenn ich auf dem Rücken lieg auf Die schönsten Rockballaden VI (Amiga)
- 1996 Stefans Traum auf Beatkiste 2 (Barbarossa)
- 1996 Wird ein Leben neu geboren auf Beatkiste 3 (Barbarossa)
- 2005 Du kennst den Winter nicht auf Notenbude 4 (Choice of music)